# Сілоканал
Сілоканал (нім. Silokanal) — канал у німецькому місті Бранденбурґ. Він забезпечує рух суден, що плавають по річці Гафель, уникаючи звивистих і обмежених для судноплавства каналів через місто Бранденбурґ-на-Гафелі.
Канал протяжністю 5,26 кілометрів був побудований між 1907 і 1910 рр. На його верхньому кінці шлюз Борденбург Vorstadtschleuse спускається на 1 метр (3 фути 3 дюйма) в нижній рівень річки Гафель, відомий як Бранденбургер Нідерхавель, де також відбувається стик з озером Бетцзеє. Звідси канал примикає до північного краю міста, в кінці впадаючи в озеро Кенззеє, яке з'єднує з руслом ріки Гафель та каналом Ельба-Гафель.
У той час як комерційне судноплавство використовує канал Сілоканал, дорожній рух має тенденцію до використання старого та меншого за розміром Бранденбурзького міського каналу, прокладеного через центр міста.